# Wybory parlamentarne we Włoszech w 2013 roku
Wybory parlamentarne we Włoszech w 2013 roku odbyły się 24 i 25 lutego 2013. W ich wyniku zostało wybranych 630 członków Izby Deputowanych i 315 członków Senatu XVII kadencji.

## Tło wyborów
Na początku grudnia 2012 Lud Wolności Silvia Berlusconiego ogłosił wycofanie swojego poparcia dla urzędującego od listopada 2011 technicznego rządu. Premier Mario Monti po uchwaleniu budżetu 21 grudnia podał się do dymisji. W rezultacie tej decyzji wybory parlamentarne zostały przyspieszone o około dwa miesiące – prezydent Giorgio Napolitano wyznaczył je na 24 i 25 lutego 2013.
Większość spośród 630 posłów do Izby Deputowanych została wybranych w wielomandatowych okręgach wyborczych odpowiadających regionowi lub jego części (bez wskazywania przez wyborcę konkretnego kandydata), 1 poseł został wybrany w okręgu wyborczym utworzonym w regionie Dolina Aosty, a 12 w czterech większościowych okręgach dla Włochów mieszkających poza granicami kraju. Ordynacja do Senatu przewiduje wybór większości spośród 315 senatorów w wielomandatowych okręgach wyborczych utworzonych w 18 regionach (również bez wskazywania danej osoby). 7 senatorów wybranych zostanie w okręgach jednomandatowych w Trydencie-Górnej Adydze, 1 w Dolinie Aosty, a 6 w czterech większościowych okręgach dla Włochów mieszkających poza granicami kraju. W przypadku wyborów proporcjonalnych obowiązują progi wyborcze, przewiduje się premiowane mandaty dla zwycięzcy wyborów do Izby Deputowanych, premiowane mandaty do Senatu w skali regionu, a także możliwość blokowania list.
Centrolewica skupiła się wokół Partii Demokratycznej, z którą sprzymierzyła się m.in. Lewica, Ekologia, Wolność. Centroprawica tradycyjnie zgromadziła się wokół Silvia Berlusconiego i jego Ludu Wolności (m.in. Liga Północna). Centryści zorganizowali koalicję Z Montim dla Włoch, oprócz listy obywatelskiej premiera pojawiły się tam Unia Centrum oraz Przyszłość i Wolność. Włochy Wartości, które zerwały porozumienie z PD, związały się z pozaparlamentarnymi środowiskami lewicy w ramach federacji Rewolucja Obywatelska. Sondaże z pierwszej połowy stycznia 2013 wskazywały na zwycięstwo centrolewicy (ok. 39–40%) przed centroprawicą (ok. 24%), blokiem Mario Montiego (ok. 15%), Ruchem Pięciu Gwiazd (ok. 14%) i skrajną lewicą (ok. 4%). Sondaże z pierwszej dekady lutego również na pierwszym miejscu zamieszczały centrolewicę (ok. 33–37%), następnie centroprawicę (ok. 28–32%), centrum (ok. 11–16%), Ruch Pięciu Gwiazd (ok. 12–18%) i Rewolucją Obywatelską (ok. 3–5%).

## Listy wyborcze
Ostateczny kształt list wyborczych i koalicji zamieściło Ministerstwo Spraw Wewnętrznych.
Centrolewica
Centrolewica jako kandydata na premiera wysunęła Piera Luigiego Bersaniego z PD. Blok wyborczy utworzyły Partia Demokratyczna, Lewica, Ekologia, Wolność i Centrum Demokratyczne, a także Włoska Partia Socjalistyczna (startująca własną listą do Senatu w kilku okręgach, w pozostałych wysuwająca kandydatów na liście PD), a także startujące w pojedynczych okręgach ugrupowania regionalne (w tym Południowotyrolska Partia Ludowa i lista prezydenta Sycylii Rosaria Crocetty Il Megafono).
Centroprawica
Na czele wyborczej koalicji centroprawicy tradycyjnie już stanął Silvio Berlusconi. Blok wyborczy powstał na bazie Ludu Wolności (udostępniającego miejsca na liście kandydatom PID), Ligi Północnej (udostępniającej miejsca na liście kandydatom partii Lista Lavoro e Libertà Giulia Tremontiego), Prawicy, partii Bracia Włosi – Centroprawica Narodowa, federacji Wielkie Południe i Ruch dla Autonomii, ugrupowania Moderati Italiani in Rivoluzione, a także m.in. ugrupowania Intesa Popolare i Partii Emerytów wystawiających swoje listy w niewielkiej części okręgów.
Centrum
Koalicja Mario Montiego wystawiła wspólną listę do Senatu pod nazwą Z Montim dla Włoch. Do Izby Deputowanych w okręgach wielomandatowych blok powołały Scelta Civica (lista obywatelska premiera), Unia na rzecz Centrum oraz Przyszłość i Wolność.
Pozostałe
We wszystkich okręgach zarejestrowały się:
- Ruch Pięciu Gwiazd, na czele której stanął Beppe Grillo,
- Rewolucja Obywatelska, której liderem został Antonio Ingroia, a na której listach znaleźli się kandydaci Włoch Wartości, Partii Komunistów Włoskich, Odrodzenia Komunistycznego, Zielonych i Ruchu Pomarańczowego Luigiego de Magistrisa,
- Fare per Fermare il Declino Oscara Giannino.

Ponadto w różnych okręgach (od jednego do kilkunastu) swoje listy zarejestrowało około 40 innych podmiotów politycznych, m.in. Włoscy Radykałowie (pod szyldem Amnistia, Giustizia e Libertà), socjaliści Stefanii Craxi, Io Amo l'Italia Magdiego Allama, Partia Republikańska, Partia Liberalna, Trójkolorowy Płomień, Nowa Siła i inne.

## Wyniki

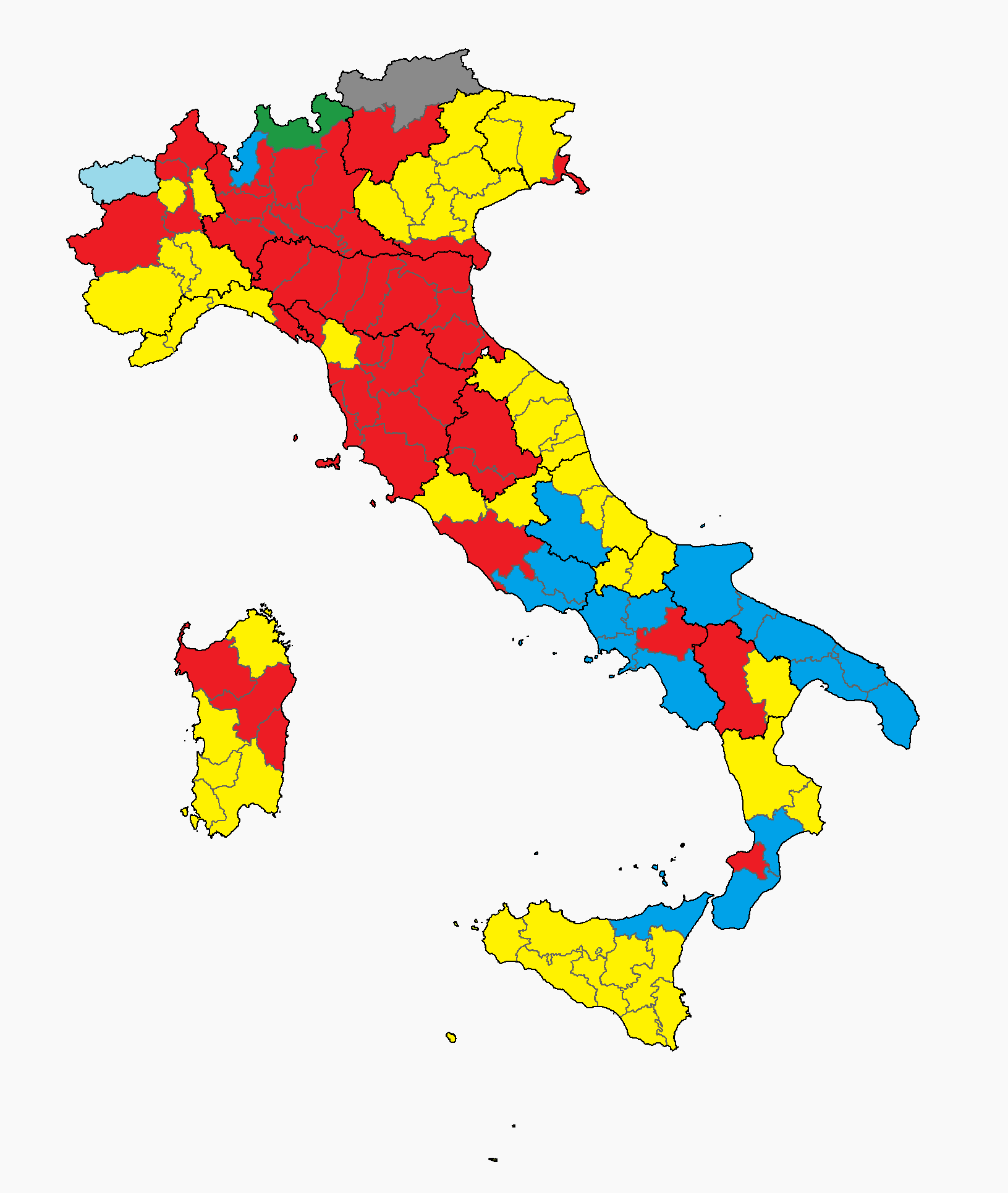
Wybory do Izby Deputowanych w prowincjach

Wybory do Izby Deputowanych wygrała koalicja centrolewicy, zdobywając 29,54% głosów w regionach włoskich w skali kraju, wyprzedzając o zaledwie 0,41% koalicję centroprawicy. Przewidziany ordynacją wyborczą system premiowania pozwolił przejąć lewicy większość bezwzględną w tej izbie. Trzecie miejsce i 25,55% głosów uzyskał Ruch Pięciu Gwiazd komika Beppe Grillo, a 10,54% głosów koalicja premiera Mario Montiego.
Wybory do Senatu przewidywały premie mandatowe odrębnie dla każdego regionu. W izbie wyższej żadna z koalicji nie uzyskała większości.

### Podział mandatów w Izbie Deputowanych
| Lista/Koalicja                                 | Mandaty |
| ---------------------------------------------- | ------- |
| Partia Demokratyczna                           | (297)   |
| Lewica, Ekologia, Wolność                      | (37)    |
| Centrum Demokratyczne                          | (6)     |
| Południowotyrolska Partia Ludowa               | (5)     |
| Razem koalicja centrolewicy                    | 345     |
| Lud Wolności                                   | (98)    |
| Liga Północna                                  | (18)    |
| Bracia Włosi – Centroprawica Narodowa          | (9)     |
| Razem koalicja centroprawicy                   | 125     |
| Ruch Pięciu Gwiazd                             | 109     |
| Wybór Obywatelski                              | (37)    |
| Unia Centrum                                   | (8)     |
| Z Montim dla Włoch                             | (2)     |
| Razem koalicja Z Montim dla Włoch              | 47      |
| Ruch Stowarzyszeniowy Włochów Zagranicą        | 2       |
| Dolina Aosty                                   | 1       |
| Południowoamerykańska Unia Włoskich Emigrantów | 1       |
| Razem                                          | 630     |

### Podział mandatów w Senacie
| Lista/Koalicja                          | Mandaty |
| --------------------------------------- | ------- |
| Partia Demokratyczna                    | (111)   |
| Lewica, Ekologia, Wolność               | (7)     |
| Południowotyrolska Partia Ludowa i PATT | (3)     |
| Unione per il Trentino                  | (1)     |
| Il Megafono                             | (1)     |
| Razem koalicja centrolewicy             | 123     |
| Lud Wolności                            | (98)    |
| Liga Północna                           | (18)    |
| Wielkie Południe                        | (1)     |
| Razem koalicja centroprawicy            | 117     |
| Ruch Pięciu Gwiazd                      | 54      |
| Z Montim dla Włoch                      | 19      |
| Ruch Stowarzyszeniowy Włochów Zagranicą | 1       |
| Dolina Aosty (UV)                       | 1       |
| Razem                                   | 315     |